# 李强 (1962年)
李强（1962年1月—），江苏赣榆人，汉族，中国共产党党员，原河北科技大学校长。中华人民共和国政治人物、第十三届全国人民代表大会河北省代表。

## 生平
2006年1月至2012年6月任河北科技大学校长，2012年起，任河北工业大学校长。2018年，李强被选为河北省出席第十三届全国人民代表大会代表。